# Paul Weller
Pour les articles homonymes, voir Weller.
 (août 2008).
 (novembre 2022).
La mise en forme du texte ne suit pas les recommandations de Wikipédia : il faut le « wikifier ».
Les points d'amélioration suivants sont les cas les plus fréquents. Le détail des points à revoir est peut-être précisé sur la page de discussion.
- Les titres sont pré-formatés par le logiciel. Ils ne sont ni en capitales, ni en gras.
- Le texte ne doit pas être écrit en capitales (les noms de famille non plus), ni en gras, ni en italique, ni en « petit »…
- Le gras n'est utilisé que pour surligner le titre de l'article dans l'introduction, une seule fois.
- L'italique est rarement utilisé : mots en langue étrangère, titres d'œuvres, noms de bateaux, etc.
- Les citations ne sont pas en italique mais en corps de texte normal. Elles sont entourées par des guillemets français : « et ».
- Les listes à puces sont à éviter, des paragraphes rédigés étant largement préférés. Les tableaux sont à réserver à la présentation de données structurées (résultats, etc.).
- Les appels de note de bas de page (petits chiffres en exposant, introduits par l'outil «  Source ») sont à placer entre la fin de phrase et le point final[comme ça].
- Les liens internes (vers d'autres articles de Wikipédia) sont à choisir avec parcimonie. Créez des liens vers des articles approfondissant le sujet. Les termes génériques sans rapport avec le sujet sont à éviter, ainsi que les répétitions de liens vers un même terme.
- Les liens externes sont à placer uniquement dans une section « Liens externes », à la fin de l'article. Ces liens sont à choisir avec parcimonie suivant les règles définies. Si un lien sert de source à l'article, son insertion dans le texte est à faire par les notes de bas de page.
- La présentation des références doit suivre les conventions bibliographiques. Il est recommandé d'utiliser les modèles {{Ouvrage}}, {{Chapitre}}, {{Article}}, {{Lien web}} et/ou {{Bibliographie}}. Le mode d'édition visuel peut mettre en forme automatiquement les références.
- Insérer une infobox (cadre d'informations à droite) n'est pas obligatoire pour parachever la mise en page.

Pour une aide détaillée, merci de consulter Aide:Wikification.
Si vous pensez que ces points ont été résolus, vous pouvez retirer ce bandeau et améliorer la mise en forme d'un autre article.
Paul Weller, de son nom complet John William Weller, est un auteur-compositeur-interprète et musicien britannique, né le 25 mai 1958 à Woking dans le Surrey en Angleterre. Il a été un des membres fondateurs des groupes The Jam, puis The Style Council, avant d’entamer une carrière solo dans les années 1990. Il est considéré comme un important musicien de la musique pop rock au Royaume-Unis. Sa carrière internationale est cependant relativement discrète.
Weller est par ailleurs la figure de proue de la renaissance du mouvement mods.

## Début de carrière
Paul Weller fait ses premiers pas sur la scène nationale britannique en 1977 avec son premier groupe, The Jam, qu'il a formé quatre ans auparavant à Woking avec ses amis Steve Brooks (guitare), Rick Buckler (batterie) et Bruce Foxton (guitare rythmique). Paul Weller assure le chant et la guitare basse, c'est aussi un guitariste talentueux. Quand Steve Brooks quitte le groupe, Weller devient l'unique guitariste du groupe et persuade Foxton de prendre en charge la basse.
En 1977, une première vague de groupes de punk comme Sex Pistols, Buzzcocks, The Clash et The Stranglers est déjà sur le devant de la scène depuis un an. Même si la musique de The Jam peut être comparée à celle de ces groupes, en termes de passion, de composition et de paroles, le groupe se classe plutôt dans le courant new wave, plus tardif. Weller se différencie du punk, y compris dans ses textes - « What's the point in saying destroy? » - et The Jam jouent en costumes noirs, cravate noire…
En étant juste à l'extérieur de Londres, ils ne firent jamais réellement partie de la scène punk du centre ville.
Cependant, The Clash avaient repéré le groupe. On raconte que Joe Strummer, dans une conversation avec Paul Weller, lui conseilla d'écrire des chansons sur ce qui le touchait : la société et la politique. The Jam assure d'ailleurs la première partie de The Clash lors de la tournée White Riot de 1977. Plus tard, il arriva même souvent que The Jam obtienne plus de succès que The Clash au Royaume-Uni, au moins en termes de vente de singles.
In The City permet à The Jam d'entrer dans le top 40 anglais en mai 1977, et même si ce sera le cas de tous les singles suivants, il faut attendre deux ans et huit singles pour que The Eton Rifles entre au top 10 (no 3 en novembre 1979).
Leur style pop et politiquement engagé leur assure une popularité croissante : en 1980, ils atteignent pour la première fois la tête des ventes avec ce que beaucoup considèrent comme la meilleure chanson de Paul Weller, Going Underground. On raconte que le succès de cette chanson fut un véritable hasard : il était prévu qu'elle sorte en face B. Quoi qu'il en soit, The Jam - et Weller en particulier - atteignent le rang de stars en Angleterre grâce à cette chanson. Weller était très influencé par ses groupes préférés des années 1960 comme The Kinks, The Small Faces et The Who, dont l'influence est très perceptible dans la musique de The Jam. Il trouvait également l'inspiration dans le travail d'autres artistes : par exemple, la ligne de basse du single Start! est inspirée de celle de Taxman des Beatles. Leur troisième titre à être en tête des ventes, Town Called Malice, qui a renoué avec le succès en se trouvant sur la bande originale du film Billy Elliot en 2001, reprend la ligne de basse d'un titre de Martha Reeves & the Vandellas : I'm ready for love.
Au début des années 1980, The Jam devient l'un des plus importants groupes du Royaume-Uni. Ils deviennent le seul groupe (excepté les Beatles) à jouer deux chansons (Town Called Malice et Precious) dans la même édition de l'émission Top of the Pops (Oasis et Manic Street Preachers feront de même quelques années plus tard). Le single That's Entertainment atteint la 21e place au Royaume-Uni alors qu'il n'est même pas sorti dans ce pays (un nombre très important de personnes l'ayant acheté en import d'Allemagne, pays où il était sorti).
Malgré cela, Weller, désireux d'explorer d'autres horizons musicaux, sent qu'il ne peut plus continuer au sein du groupe. À la fin de l'année 1982, Weller secoue la presse et les fans - ainsi que ses acolytes Buckler et Foxton - en annonçant la fin de The Jam. En une semaine, leur dernier single Beat Surrender devient leur quatrième no 1 au Royaume-Uni, ce qui était encore rare à l'époque. Leurs concerts d'adieux à Wembley se jouent tous à guichet fermé. Leur dernier concert a lieu à Brighton le 11 décembre 1982.
Au début de l'année 1983, The Jam se sépare, la presse et le public se demandent ce qui va se passer pour Paul Weller. La réponse prend la forme d'une collaboration avec un ami claviériste, Mick Talbot, qui joua en son temps au sein du groupe The Merton Parkas, avec qui il forme un nouveau groupe : The Style Council. Ils sont rejoints par Steve White à la batterie, tout juste âgé de seize ans. Très différent de The Jam, The Style Council varie les styles : de la pop au jazz, de la soul et quelques balades. Le groupe est à l'origine d'un renouveau jazz/pop qui verra émerger des groupes comme Matt Bianco, Sade, et Everything but the Girl (dont les membres Tracey Thorn et Ben Watt jouent sur Paris Match, une chanson de The Style Council). La musique de The Style Council n'est cependant pas totalement étrangère à l'esprit de The Jam : un de leurs premiers singles, A Solid Bond In Your Heart, avait été écrit et enregistré à l'époque de The Jam. Et alors que The Bitterest Pill (I Ever Had to Swallow) est souvent qualifiée de chanson de The Style Council qu'elle se fait passer pour du The Jam, on dit de la chanson Walls Come Tumbling Down! (1985) que c'est une chanson de The Jam déguisée en The Style Council.
Même si The Style Council ne connut jamais le succès de The Jam, Weller est au sommet de sa popularité au milieu des années 1980. Il contribue à l'album de charité Do They Know It's Christmas en 1984. À la même époque il monte son propre groupe caritatif : The Council Collective et enregistre Soul Deep dans le but de récolter des fonds pour les mineurs grévistes. La chanson est diffusée à la BBC et est jouée à Top of the Pops malgré son contenu très engagé et politique ("Nous ne pouvons pas laisser le gouvernement gagner, cela signifierait la mort des syndicats")
Malgré leur succès national, The Style Council ne parvient pas à devenir plus célèbre que The Jam à l'étranger.
Vers la fin des années 1980 leur popularité au Royaume-Uni commence à décroître. Pour la première fois de sa carrière Weller se trouve plus ou moins dans l'ombre, et la fin sonne pour The Style Council quand en 1989 leur maison de disques refuse de sortir leur cinquième et dernier album studio Modernism-A New Decade. Sûrement révélatrice de l'impatience grandissante du public à voir revenir Weller, cette phrase kick out the Style, bring back the Jam" ("Virez le Style, on veut le Jam") dans la chanson de Tears for Fears Sowing The Seeds of Love.

## Carrière solo
(mai 2010).
En 1989 Paul Weller dissout The Style Council devant le refus de sa maison de disques de publier l'album totalement instrumental A new decade (finalement publié au Japon et dans le coffret de l'intégrale) et se retire de la vie publique pendant quelque temps, avant de revenir sur le devant de la scène en tant qu'influence majeure de la musique anglaise du milieu des années 1990. Il produit lui-même son premier album solo, sobrement intitulé Paul Weller.
Avec son ami le batteur Steve White qui joue avec lui depuis le début du Style Council, Paul Weller devient une référence du mouvement britpop (qui a pour figure de proue des groupes comme Oasis et Blur). Oasis avoue d'ailleurs avoir été largement influencé par The Jam et Noel Gallagher cite toujours Paul Weller en tête de ses influences (« Je voulais être Paul Weller ou Ian Brown », déclare-t-il).
Weller assure d'ailleurs la guitare et les chœurs sur leur titre « Champagne Supernova » (sur l'album (What's The Story) Morning Glory ? de 1995, disque britpop par excellence).
À cette époque la musique de Weller tend aussi vers la scène acid jazz alors émergente, son titre « Wildwood » est d'ailleurs remixé par Portishead.
Noel Gallagher apparaîtra sur l'album Stanley Road de Paul Weller, il y joue de la guitare et chante des chœurs sur la reprise de Dr. John « I Walk On Gilded Splinters ».
C'est l'album Wildwood qui va le ramener définitivement sur le devant de la scène et l'amener à devenir une référence en matière de songwriting anglais à côté d'artistes comme Ray Davies et Pete Townshend. On y voit l'album d'un homme moins citadin, plus pastoral… En 1995, Stanley Road le ramène tout en haut des charts anglais. C'est un disque plus marqué par le rhythm and blues anglais et où on constate le retour en force de la guitare. S'y trouvent des titres comme « Broken stones », très rarement absente des setlists dans un nombre de version incalculables (du piano/voix au « tout guitares ».) En 1997, Heavy soul est un album dur, qui correspond à une période plus difficile de la vie personnelle de Paul Weller, parfois cité comme l'album du divorce et de la colère. En 2000 sur l'album Heliocentric, à l'inspiration totalement renouvelée, Weller explorant des rythmes et des lignes inconnues jusque-là. Il avouera qu'il a dû aller chercher « plus loin » ces titres-là. L'album Illumination suit en 2002 (septembre).
Weller ne reste jamais longtemps sans jouer live, même quand il dit s'accorder une année de repos. Cette année (2007), pendant laquelle il ne devait rien faire, il publie un single (« Wild blue yonder »), collabore avec Andy Lewis, Gabrielle, Steve Cradock et assure une « petite » tournée automnale. 2008 devrait être l'année de la publication du premier double album de Weller. Il n'a jamais annoncé qu'il prendrait sa retraite, il a même annoncé qu'il ne se retirerait jamais de la scène.
Weller peut compter sur la ferveur incroyable de « son » public sur ses terres. Une liste de diffusion lui est consacrée (The Splinters, en référence à un album de promotion destiné à la presse, Morewood, little Splinters) et il ne cesse de recevoir des récompenses telles que le « Outstanding contribution to music » aux Brit Awards. Tout est filmé, récupéré, rediffusé avec l'accord tacite de Paul Weller qui n'a jamais poursuivi qui que ce soit pour diffusion de matériel enregistré en concert. Les albums dits « bootlegs » des Jam sont aussi connus des fans que les albums officiels.
Il a notamment joué des reprises telles que « Don't go to strangers » ou encore « Heard it through the grapevine » au Jools Holland show avec Amy Winehouse.

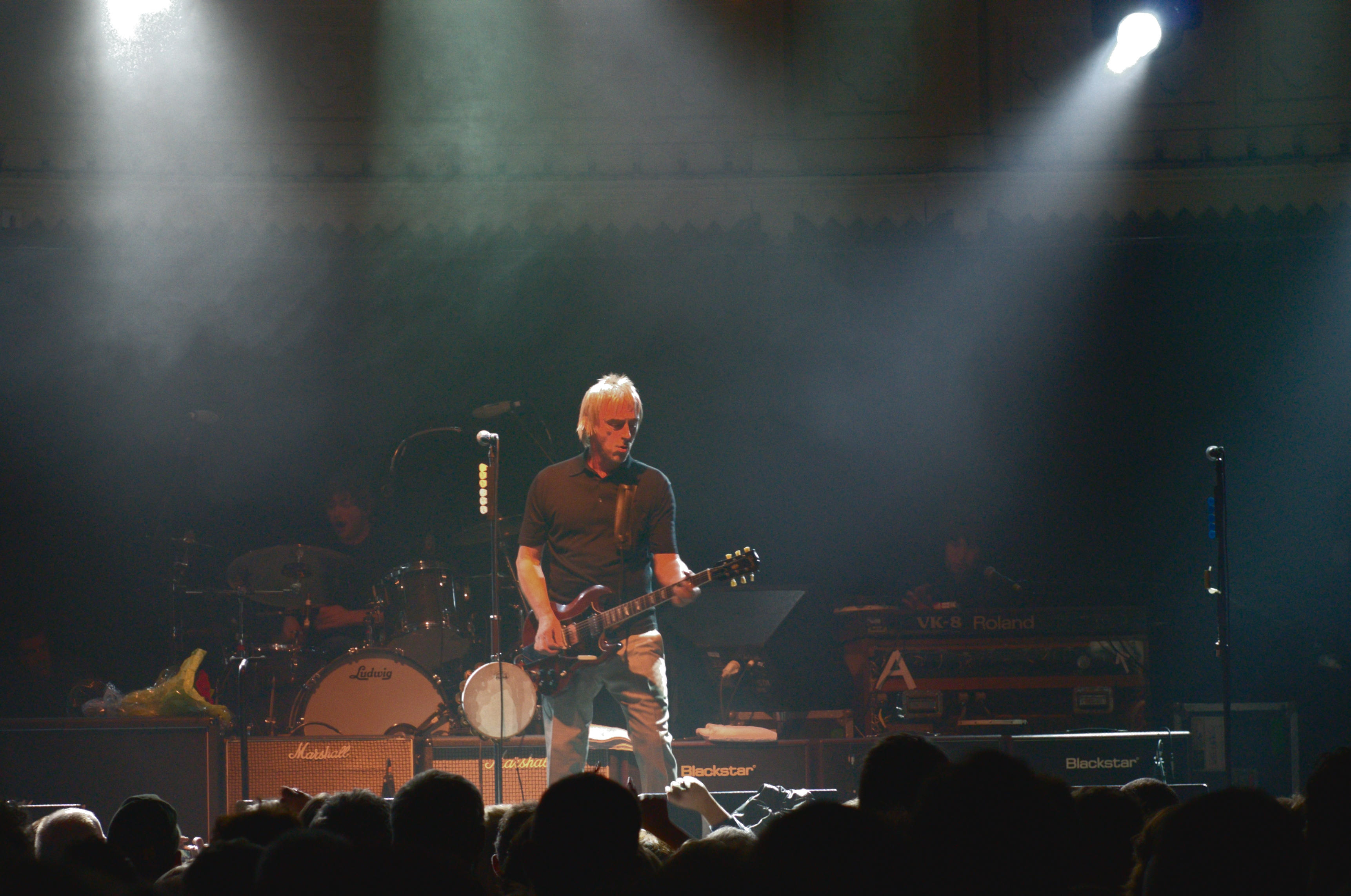
Paul Weller en concert au Paradiso (Amsterdam).

Le 2 mai 2008, exactement un mois avant la parution de son nouvel album 22 dreams, il commence une tournée anglaise avec un line-up inédit, à l'exception du fidèle Steve Cradock, décidément sur tous les fronts puisqu'il joue avec Ocean Colour Scene, Paul Weller, et publiera bientôt un album solo. Pour une fois, la première depuis le début de la carrière solo de Paul Weller, il jouera sans Steve White derrière les fûts, ce qui suscite une vive émotion chez ses fans. Whitey et Paul assurent de concert qu'il n'y a absolument aucun malentendu entre eux mais que chacun a des projets différents. Damon Minchella n'est pas non plus de la tournée (après Henry Thomas, Yolanda Charles, Marco Nelson, Camelle Hinds, Earnie McKone, Dr Robert, Edgar Summertime Jones, etc.) et c'est Andy Lewis qui tient la basse cette fois-ci. Steve Pilgrim est à la batterie. Les premiers échos de la tournée font état de la reprise de « The Eton Rifles », un des grands hymnes des Jam pour la tournée 2008. L'album est annoncé sur les ondes anglaises comme folk, soul, jazz (un hommage à Alice Coltrane), et même « spoken word » avec le titre « God » dit par Aziz Ibrahim, ex-remplaçant de John Squire des Stone Roses et auteur d'un album solo auquel Weller avait collaboré. C'est une grande année pour Weller avec cet album très attendu (son meilleur selon lui), ses cinquante ans en mai, une nouvelle couverture de Mojo et une tournée automnale déjà programmée… Quant à son franc-parler, il reste de mise et l'interview de Mojo le confirme si besoin en était. « Il n'y a que l'empire romain qui ne se reforme pas… On n'a vraiment pas besoin de Tears for Fears », affirme-t-il alors qu'on lui demande s'il risque un jour de reformer les Jam. Et d'ajouter : « Il faudrait que je sois dans le caniveau pour le faire… » « Il n'y aucun problème avec Bruce Foxton, à qui j'ai téléphoné récemment pour prendre des nouvelles de sa femme malade… » « Je ne me soucie guère de ne jamais revoir le batteur, il ne m'aime pas et moi non plus… » « From the Jam (groupe de Foxton et Buckler qui joue les standards des Jam en tournée), c'est du cabaret, ce n'est pas ce que nous faisions… », etc.
La sortie de l'album 22 dreams est très bien accueillie par la presse anglaise et la tournée se joue à guichets fermés. Weller fait la couverture de Mojo et un CD baptisé Rarities et Influences lui est consacré. Il joue trois titres chez Jools Holland et le nouveau groupe tourne finalement très bien. Personne n'essaie de jouer comme celui qu'il remplace et Steve Pilgrim, plus rock que Steve White, n'essaie en aucun cas d'être aussi technique que lui. Il est également chanteur, choriste, accompagne Weller à la guitare, joue de la basse et du violoncelle. On entend bien quelques « Steve White ! » beuglés par des fans du très grand Steve White, qui laissent de marbre ce jeune batteur au caractère bien trempé. Les versions à quatre voix sont une grande nouveauté, notamment « All on a misty morning ». Sur cette tournée, Weller rejoue « The Butterfly Collector » et «The Eton Rifles ».

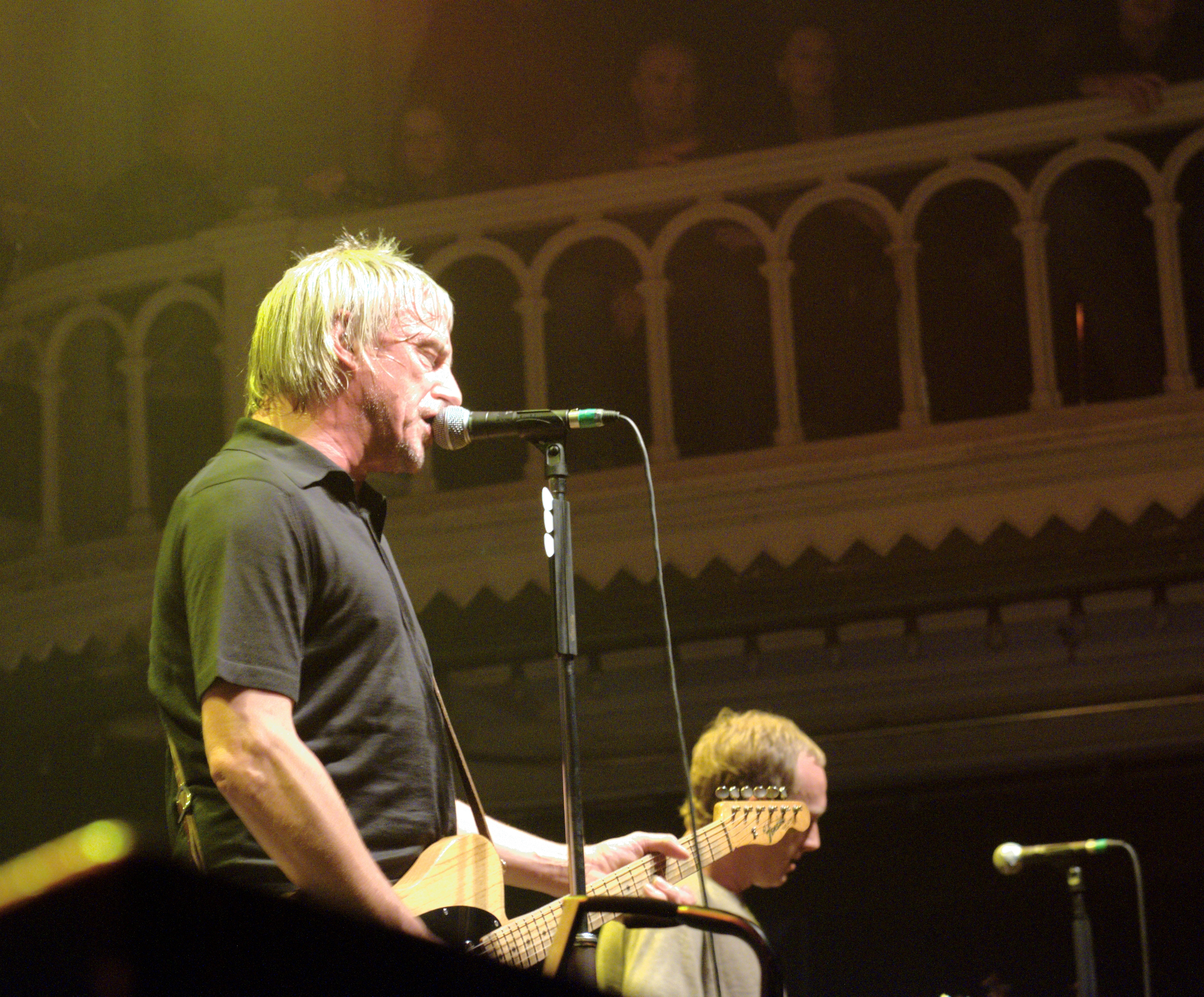
Paul Weller en concert.

Bref, Weller se réinvente constamment et tout le monde s'accorde à dire qu'à cinquante ans il est au sommet de sa créativité, en bien meilleure forme artistique qu'à d'autres moments de sa carrière. Certaines choses, par contre, ne changent jamais. Jools Holland lui demande quels sont ses héros aujourd'hui et il répond dans le même temps : « The Small Faces, obviously, they're still my heroes ! ».
Dès la semaine de sa sortie, l'album est numéro 1 en Angleterre avec plus de 111 000 exemplaires vendus en deux semaines, sans compter que nombre de fans attendent la réédition de l'édition Deluxe, qui avait été volontairement raréfiée par la maison de disques pour créer un effet d'appel. La version ordinaire est dans un boîtier régulier, sans les huit titres qui composent le CD bonus de la version Deluxe (dont deux inédits) et ne comporte pas non plus les textes. De fait, les prix ont rapidement flambé. Ce 19 juin 2008, les exemplaires d'occasion de la version Deluxe s'arrachent au minimum à vingt livres et peuvent atteindre le coût de soixante livres. Toujours ces très étonnants mouvements de l'industrie discographique. Les passages à la télévision sont très nombreux : sur Jools Holland pour trois titres, sur Channel 4 pour The rehearsal session, titres + interviews, Jonathan Ross, concert sur BBC four avec de nombreux invités (Gem Archer, Little Barrie, Liza Carthy….
En août, il joue au Japon et descend « down under », en Australie, pour la très grande joie des Australiens et des Néo-Zéalandais, qui ne le voient que très rarement. Weller joue dans des salles de capacité moyenne et les recensions des journalistes australiens sont très bonnes. « The Modfather passes the test of time », écrit le journaliste australien Sam Kelton.
Retour en Europe en octobre (Brussels, Amsterdam, etc) et concert au Paradiso d'Amsterdam que Weller apprécie particulièrement. Au cours de ce concert, il fera preuve de retenue et de beaucoup de tact. Une spectatrice ayant fait l'énorme effort de venir l'écouter en fauteuil roulant, il saura la considérer à part et se baisser vers elle pour un baisemain élégant, hors de toute commisération déplacée. Rencontré par d'assez nombreux fans dans les rues adjacentes du Paradiso, il accepte photo et petits échanges verbaux rapides ("Thank you for coming, have a good gig"). Down to earth…
Il ne cesse de tourner et le mois de novembre relance une nouvelle fois son actualité. La BBC lui consacre un quadruple coffret "Weller at the BBC". Il se dit lui-même honoré d'apparaître dans cette collection à côté des Who, des Kinks ou des… Jam. Le coffret est sans conteste un bel objet et certaines versions, disponibles depuis longtemps sur d'officieux enregistrements, sont complètement nettoyées et masterisées correctement. Versions live, acoustiques, solo, band version... Ce quadruple CD s'augmente d'un DVD des meilleurs passages de Paul Weller à la BBC, notamment chez Jools Holland, compère de toujours, qui l'a d'ailleurs parfois accompagné sur scène (Chelmsford 1996). Sort également à cette époque une "digital box set", uniquement téléchargeable. (Contenu complet à venir) De quoi nourrir très largement sa wellermania…d'autant que certains titres ont été très peu joués live (Work to do des Isley Brothers, par exemple).
La tournée reprend en mars 2009, après que Paul Weller ait obtenu le prix du meilleur artiste masculin aux Brits awards, avec un line-up inchangé et l'inclusion dans la Set List de nouveaux titres : "Wake up the nation" et "7 & 3". L'album successeur de 22 dreams serait, aux dires de Paul Weller lui-même, quasiment terminé. La mise sur le marché d'un live + DVD en juin (le 8) ne peut que retarder la parution d'un nouvel opus.
En avril 2009, La tournée américaine est interrompue par le retour de Paul Weller en Angleterre au chevet de son père, John Weller, immensément important dans la carrière de Paul depuis son adolescence. John Weller décède le mercredi 22 avril. On peut imaginer que Paul sera très affecté, selon des sources proches de Weller, il idolâtrait son père. John était "100 % Weller", très apprécié des fans du monde entier, personnalité extrêmement chaleureuse et directe. Steve White rapporte les propos suivants: "Quel est ton chanteur préféré, John ? -Paul Weller. Quel est ton guitariste préféré ? -Paul Weller. Quel est ton songwriter préféré ? Paul Weller. Quel est ton groupe préféré ? " its this fucking band aint it, and then its the jam "… Quel est ton batteur préféré ? Facile, c'est toi Whitey. Quel est ton boxeur, préféré ? Rocky Marciano." Rest in peace…
En mai, il reprend le "River man" de Nick Drake, le songwriter à la carrière très brève et sans réelle audience de son vivant… Cet enregistrement a lieu à l'occasion des 50 Ans de la maison de disques Island.
En septembre, la nouvelle se répand : au moment où Rick Buckler annonce qu'il ne peut pas continuer à tourner avec "From The Jam", le groupe qui reprend tout le répertoire des Jam avec Foxton à la basse et Russel Hastings au chant, on apprend que ce même Foxton joue sur le nouvel album de Paul Weller, Wake up the nation, déjà terminé. Les deux hommes réconciliés depuis le festival de Guilford en 2005 rejouent ensemble pour la première fois depuis 1982. Buckler, pour des raisons qu'il semble ignorer lui-même, est toujours aussi détesté par Weller.
Septembre marque aussi une collaboration remarquée sur le nouvel album de Dot Allison, ex-chanteuse du groupe One Dove. Le titre s'appelle Love's got me crazy.
Le 25 novembre 2009, le single "7 & 3 is the strikers name" est lancé sur son site et sera officiellement distribué le 7 décembre sous la forme d'un Single 7". Le lendemain, Paul Weller reprend son "never-ending tour" à L'Assembly room de Derby. L'album n'est pourtant pas annoncé avant le printemps ("Wake up the nation"). Le line-up est le même (Andy Lewis à la basse, Steve Pilgrim à la batterie, Andy Crofts aux claviers et Steve Cradock aux guitares). De plus en plus orientée vers le nouvel album, la tournée d'automne permet d'en découvrir plusieurs titres : Wake up the nation, 7 & 3, Andromeda, Pieces of a dream, Fast car/slow traffic. De nouveaux titres mais aussi des titres réarrangés comme la toute nouvelle version de "Dust and Rocks" aux harmonies vocales avec Steve Pilgrim. Comme souvent, Weller tourne sold-out dans des salles aux capacités modestes (2000 à Coventry par exemple). Il sait aussi que son public, très fidèle, n'aime pas beaucoup qu'il tourne dans de grandes salles. Pour cette tournée, peu de titres du Style council (Shout to the top) et quelques titres des Jam, très peu joués : Start! et Strange town notamment.
L'album Wake Up the Nation (en) sort  en 2010. On sait en janvier que Bruce Foxton a collaboré sur au moins deux titres et que les batteurs sont variés : Bev Bevan du gang mod The Move et de L'Electric Light Orchestra dont le travail, et notamment 10538 Overture, a largement inspiré Paul Weller pour le riff d'introduction de The Changingman. On y trouve également le batteur de session Clem Cattini qui a joué sur un très grand nombre de tubes des années soixante. Étonnamment pas de Steve White avec lequel les relations seraient devenues particulièrement fraîches. On ne sait pas lequel des deux a demandé à l'autre de ne plus jouer avec lui mais il semblerait que ce soit Weller qui rompt, une fois de plus très soudainement avec un ami de longue date (voir le livre de Paolo Hewitt, The Changingman).
La même année, NME, avec lequel les rapports n'ont pas toujours été particulièrement harmonieux, lui décerne le titre presque amusant de "Godlike Genius", il participe également au concert de soutien aux victimes du tremblement de terre à Haïti, au teenage cancer trust, et prépare ses cinq soirées au Albert Hall. Il est question que Bruce Foxton le rejoigne sur scène, 28 ans après le dernier concert des Jam (Décembre 1982).
En avril, Wake up the nation sort et se classe directement second des charts Britanniques, derrière le Ironman de ACDC pour 4000 copies environ. L'album est très bien accueilli par la critique, perçu comme un album difficile, auquel les fans auront du mal à se faire mais qui révèlera toute sa portée au fil des écoutes. Quelques liens vous permettent ici de Consulter ces articles de presse: The Guardian, The Telegraph, BBC Music, NME
Cela dit, malgré les très bonnes critiques, l'album s'enfonce rapidement dans les charts, second, puis sixième, puis quinzième en trois semaines. Un des cadres de la maison de disques évoque sa plus mauvaise vente en tant qu'artiste solo… Cela dit, même la presse française embraye puisque le très excellent N.Ungemuth l'impose comme album du mois dans R&F (Article)
Le succès live de Weller ne se dément pas puisque les 5 nuits au Royal Albert Hall sont sold out, c'est surtout la semaine d'un évènement très improbable jusqu'alors, Bruce Foxton est invité sur scène pour trois titres avec Weller, l'hystérie est totale dans la vénérable salle de concert.
Le 6 juin, les deux hommes rejouent ensemble au Woking Benefit's gig, "Wake up Woking". Le concert de charité organisé dans la ville natale de Weller est l'occasion de réunir 60 000 £ pour les hospices locaux. Weller et Foxton au centre de loisirs de Woking
Paul Weller tourne encore pendant l'été (festivals) et l'automne. Il continue à cumuler les distinctions, nommé pour le Mercury Prize que le groupe The xx remportera. Début octobre, il épouse Hannah Andrews. Par ailleurs, il déclare que son nouvel album est déjà terminé comme pour renforcer l'idée qu'il est au sommet de sa verve créatrice.
La tournée automnale anglaise est triomphale et Paul Weller joue dans de plus grandes salles que d'habitude, avec écrans latéraux et deux groupes en ouverture (Cow et The Bees). Son nouvel album s'appellerait Open Box et sortirait en septembre 2011. Le 29 novembre sortait un CD/DVD live au Royal Albert Hall, il faut que les fans puissent trouver de nouveau un peu d'argent après l'édition de Sound Affects en Deluxe.
2011 est une année assez calme si on en juge par le rythme habituel de Paul Weller. Aucune date officielle d'annoncée pour l'album (pas de sortie en septembre donc). Un single est sorti au cours de l'été, Starlite, dans de nombreux mixes et remixes. Dans un style très inhabituel au vu des dernières productions de Weller, la réception critique est très mitigée ou plus exactement très large. On va de "pire single jamais sorti" au "meilleur single de Weller en solo". La base de fans est quant à elle très partagée sur ce titre qui ne figurera pas sur l'album à sortir. Beaucoup y voient, avec des attentes variées, un retour au son du Style Council.
En 2012, l'effervescence reprend ! Après la naissance de ses jumeaux (John-Paul et Bowie !), le nouvel album est à la fois lancé et très attendu, il s'intitule Sonik Kicks. Il le décrit lui-même comme de la pop électronique. On en connaît deux extraits en entier, Around the lake, "That dangerous age". Les premières critiques parues sont très élogieuses, saluant la capacité de Weller a toujours aller de l'avant. Les réserves portent sur le manque de chansons au sens traditionnel du terme. Sortie le 19 mars, à suivre. Gary Numan dit de l'album: "The new Paul Weller album is off the scale. Psychedelically, radiophonically, electronically, Bowie-guzzlingly great.". La semaine de sa sortie, il est numéro un avec 32000 copies vendues toutes éditions confondues (ordinaire, deluxe avec DVD et deux pressages vinyles). L'album reçoit un très bon accueil critique, Weller ayant décrit lui-même son album comme "groundbreaking", "cutting the edges", une réponse à la "tame" music, la musique inepte qu'on entend partout. On peut au moins reconnaître à l'album une qualité rare : on n'entend rien de tel ailleurs ; la critique se nuance pourtant. Nicolas Ungemuth, très fan par ailleurs, conclut que "C'est mince" dans Rock et Folk et commence à trouver, comme d'autres, que le "coup" du nouvel album qui ne ressemble à rien d'autre s'évente un peu après des déclarations similaires pour 22 dreams et Wake up the nation. Cela dit, on a un peu le sentiment que Weller est devenu intouchable et que la critique suit aussi simplement qu'elle refusait de le faire avant Heliocentric. Les ventes sont faibles mais on ne sait plus si c'est en raison de la qualité de l'album ou en raison de l'effondrement généralisé du marché du disque (voir tous les chiffres...).
Live, Weller refuse absolument de jouer la carte facile du best of et va jusqu'à jouer l'intégralité du nouvel album, dans l'ordre, avant un set acoustique et une dernière partie électrique. Par ailleurs, il tourne avec le même groupe depuis 2008, augmenté cette fois de Ben Gordelier, aux percussions, batteur de The Moons, le groupe de son clavier Andy Crofts. En grande  forme physique, Weller donne d'excellents concerts (Paris et Bruxelles notamment. Revue complète du concert de Bruxelles à lire ici, en Anglais ou en Français.
En Septembre, les célébrations welleriennes recommencent avec un numéro spécial de Uncut Magazine et une nomination aux Q awards... Tournée anglaise automnale qui se termine devant un public à la loyauté réellement impressionnante le 14 octobre à l'Hammersmith Apollo de Londres avec une apparition de Ron Wood.
Tournée en 2014 après la parution d'un best of More Modern Classics reprenant les aventures de Paul Weller à l'orée des années 2000 et de l'album Heliocentric. On note un inédit Brand New Toy sur la compilation. Le morceau est sorti en réalité lors du Record Store Day en 45 tours mais lassé par la spéculation autour de ces objets aux tirages limités, Weller déclare qu'il ne participera plus au RSD après avoir également reçu énormément de courriels de fans se plaignant de cette spéculation. Tournée européenne en mai juin (Lire ici la chronique de son concert à Bruxelles) et tournée traditionnelle des forêts en Angleterre fin juin début juillet. Uncut lui consacre une nouvelle une et il y déclare travailler sur un nouvel album à moitié terminé.
Cet album sortira le 11 mai 2015 et un premier extrait, très musclé, lorgne clairement du côté des Small Faces et de Steve Marriott, "White Sky". D'autres titres sont déjà joués lors d'une tournée anglaise, consacrée aux villes que les tournées habituelles visitent peu. Le groupe est d'une totale stabilité, le même depuis la tournée de 2008 avec le renfort de Ben Gordelier des Moons aux percussions. L'album s'intitule "Saturn's patterns".
En 2016, Paul Weller ne tourne pas, au grand étonnement de ses fans. En réalité, il est particulièrement actif puisqu'il travaille sur trois projets: L'album "A kind revolution" qui sort le 12 mai 2017 et dont deux extraits complets sont disponibles en ligne ("A long long road" et "Nova".) à ce jour (Avril 2017). Il a également écrit intégralement la musique originale du film "Jawbone", une première pour lui (malgré l'utilisation de sa musique dans certains films) et il produit, dans son studio, l'album "Street Rituals" de Stone Foundation, groupe de blue eyed soul anglais. Il joue largement et chante sur cet album. En 2017, il reprend la route. La tournée européenne commence en juin à Bruxelles et les dates de 2018 sont d'ores et déjà programmées.
True meanings, en 2018, est selon les termes de Paul Weller lui même un album arrangé autour de son chant et d'une guitare acoustique, très enrichi. La réception critique est encore une fois excellente, comme le confirmerait la lecture de toutes les revues anglaises de l'époque. La popularité de Paul Weller ne faiblit pas, la base de fans est d'une fidélité à toute épreuve. L'acteur et ami de Paul Weller, Martin Freeman, participe à un clip. S'ensuit une tournée acoustique dans l'esprit de ce que livre le double live CD/DVD enregistré au Royal Festival Hall.
En 2020, On Sunset est numéro un au tout début de la pandémie. Orchestrations soyeuses et songwriting de haute volée sont au rendez-vous. De fait et très rapidement, toutes les dates de la tournée sont reportées une première fois, et puis une deuxième... La tournée commence finalement à l'automne 2021, enrichie d'un album écrit pendant la pandémie, très direct, Fat Pop qui offre à Paul Weller son deuxième numéro un en un an.

## Discographie

### Albums Studio
- 1992 - Paul Weller
- 1993 - Wild Wood
- 1995 - Stanley Road
- 1997 - Heavy Soul
- 2000 - Heliocentric
- 2002 - Illumination
- 2005 - As Is Now
- 2008 - 22 Dreams
- 2010 - Wake Up The Nation
- 2012 - Sonik Kicks
- 2015 - Saturn's Pattern
- 2017 - A Kind Revolution
- 2018 - True Meanings
- 2020 - On Sunset
- 2021 - Fat Pop (Volume 1)
- 2024 - 66
- 2025 - Find El Dorado (Album de reprises)

### Compilations & Live
- 1994 - Live Wood
- 1998 - Modern Classics: The Greatest Hits
- 2001 - Days of Speed
- 2003 - Fly on the Wall: B-Sides & Rarities
- 2004 - Studio 150
- 2006 - Hit Parade
- 2006 - Catch-Flame!
- 2008 - Weller at the BBC
- 2014 - More Modern Classics
- 2019 - Other Aspects: Live at the Royal Festival Hall
- 2021 - An Orchestrated Songbook (with Jules Buckley & The BBC Symphony Orchestra)
- 2022 - Will of the People (Compilation de raretés, remixes et faces B - période 2002-2021)

## Filmographie
- 2024: Blitz de Steve McQueen : Gerald